# Berliner Kindl
Berliner Kindl ist eine Biermarke der zur Oetker-Gruppe gehörenden Berliner-Kindl-Schultheiss-Brauerei. Die Marke geht auf die 1872 als Vereinsbrauerei Berliner Gastwirte zu Berlin AG gegründete Brauerei in Rixdorf zurück. Sie wurde 1910 in Berliner Kindl Brauerei-Aktiengesellschaft umbenannt.
Seit 1907 symbolisiert der Goldjunge im Krug das Berliner Kindl.

## Geschichte

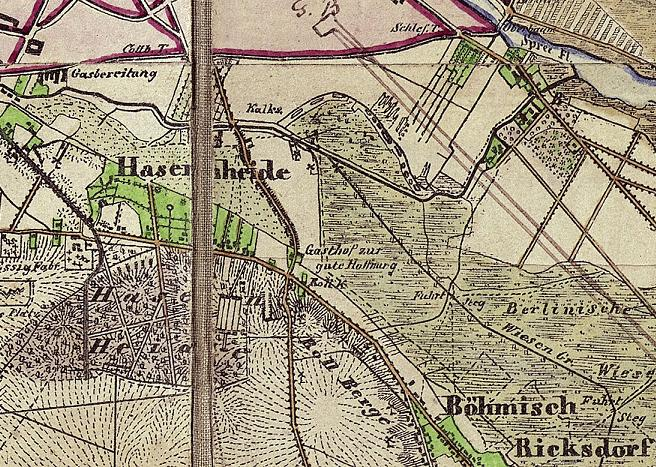
Kreuzung Hermann- Ecke Rollbergstraße und unberührte Rollberge 1842; die rote Linie oben bezeichnet die damalige Stadtgrenze

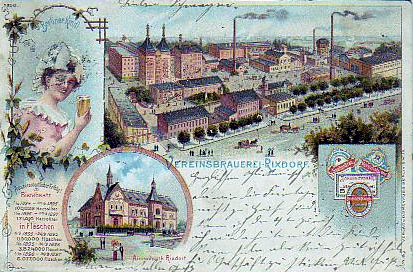
Ansichtskarte mit der Vereinsbrauerei Rixdorf, 1899

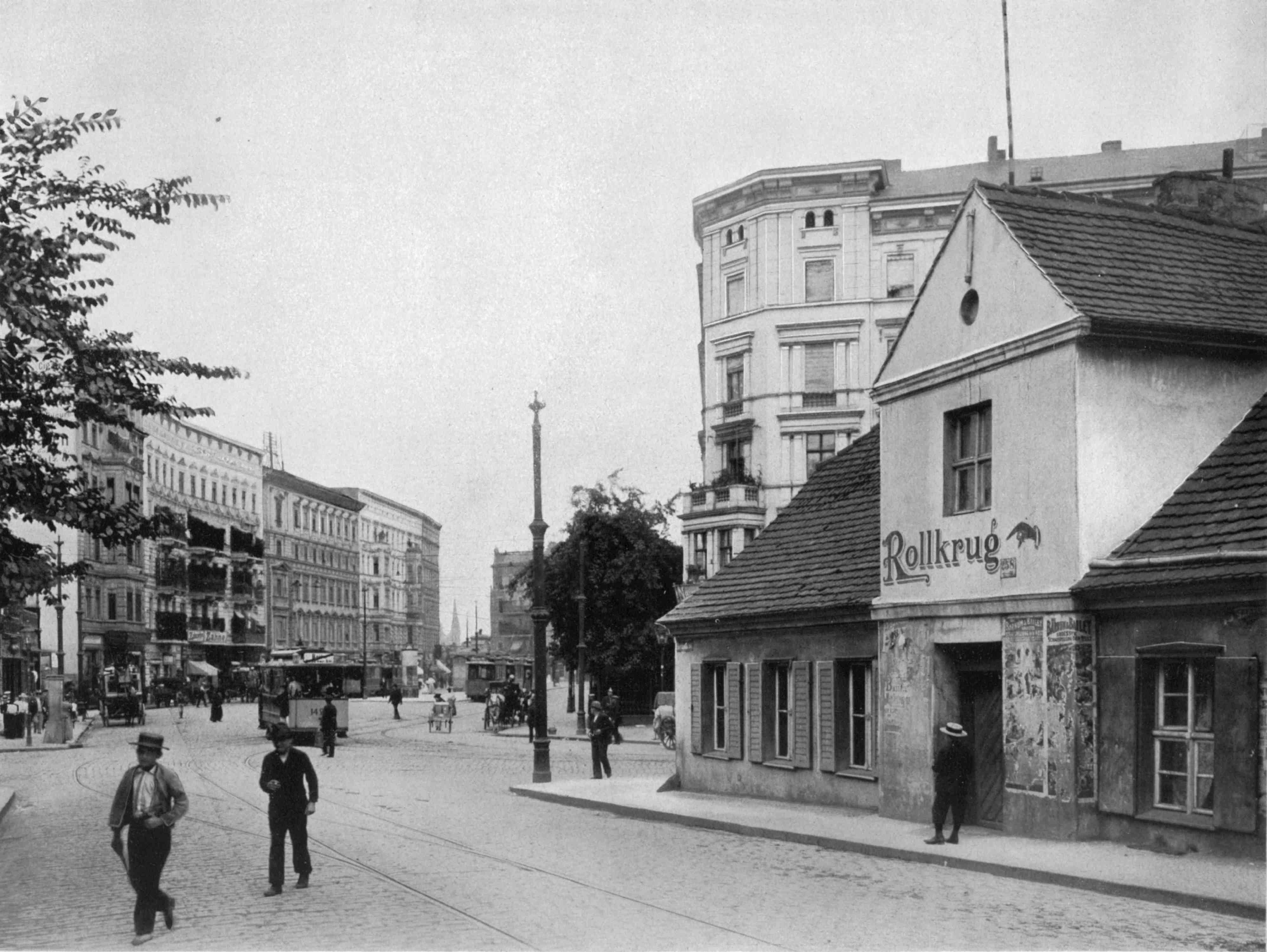
Hermannstraße mit Rollkrug, um 1900

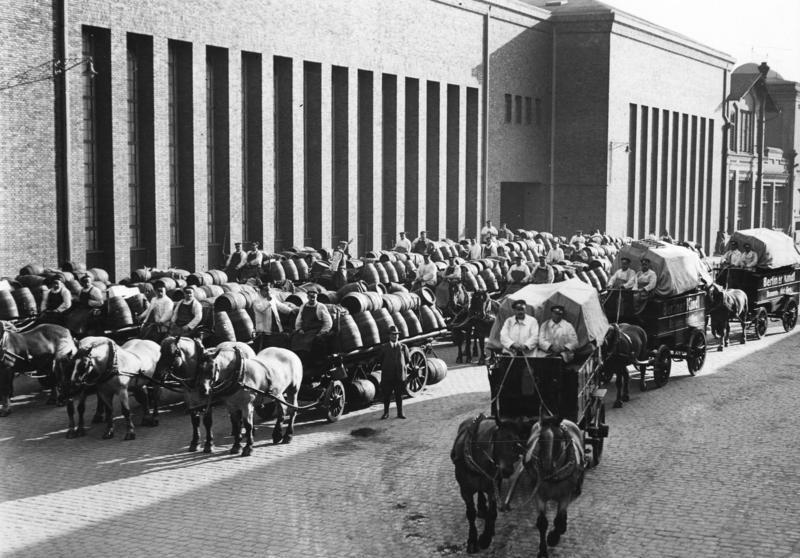
Bierkutschen der Kindl-Brauerei vor dem Stammhaus in Neukölln, 1933

### Gründerjahre
Am 1. Februar 1872 gründeten die Gastwirte Peter Joseph Linke, Philipp Jaeger, Ernst Baumbach, Franz Specht und Fritz Schmiedel, der Kaufmann Heinrich Mestern, der Bankdirektor Otto Swoboda und Bernhard Heßlein an der Hermannstraße 214 Ecke Rollbergstraße in Rixdorf die Vereinsbrauerei Berliner Gastwirte zu Berlin AG. Ihr Ziel war es, untergäriges Bier zu brauen. In Norddeutschland war die Herstellung untergäriger Hefe zu dieser Zeit schwierig, da sie eine Umgebungstemperatur zwischen 4 und 9 °C erfordert, die Entwicklung der Kältemaschine jedoch noch nicht weit fortgeschritten war. Georg Leonhard Hopf und Kaufmann F. W. Fanta waren 1828 bei ihrem ersten Versuch mit Eiskellern in der Friedrichstraße 126 (heute: Sitz des Ullstein-Verlages) am hohen Grundwasserspiegel gescheitert, wohingegen Hopfs zweiter Versuch ein Erfolg wurde: „Nun wird im Jahre 1838 in Berlin durch den früheren bayrischen Weinküfer Hopf zum ersten Male Bier nach bayrischer Art gebraut und in seinen, am Tempelhofer Berg gelegenen Lokalitäten zum Ausschank gebracht.“
Mit ihrem Grundkapital von einer Million Talern (preußisch: Kurant) erwarb die Vereinsbrauerei Grundstücke in der Berliner Straße Ecke Jägerstraße (heute Karl-Marx-Str./Rollbergstraße), auf denen sie neben den für den Braubetrieb notwendigen auch Gebäude für Nebengeschäfte errichten ließen. Trotz unvollendeter Bauarbeiten wurde die Brauerei am 1. März 1873 eröffnet. Der erste Bierausstoß erfolgte am 17. März 1873.
Nach der Umbenennung in Vereinsbrauerei Rixdorf gelang es 1889/1890, die angestrebte Produktion von einhunderttausend Hektolitern (hl) Bier zu erreichen. Anfang der 1890er Jahre begann die Produktion eines Spezialbiers nach Bayrisch-Münchener Art mit dem Namen Berliner Kindl. Dieses erfreute sich schon bald großer Beliebtheit und führte zur Überschreitung der Zweihunderttausend-Hektoliter-Marke. Der Name des Bieres nahm Bezug auf die im 19. Jahrhundert unter dem Namen Münchner Kindl populär gewordene Wappenfigur Münchens, eventuell auch auf die nach dieser benannte Münchner-Kindl-Brauerei.
Um das Markensymbol zeitgemäßer zu gestalten, wurde 1907 ein Wettbewerb gestartet, in dem der Entwurf von Georg Räder gewann. Seither ist der Goldjunge im Krug das Markenzeichen der Brauerei.
Ab 1909 erfolgte die Konzentration auf die Herstellung des Berliner Kindl mit einem Stammwürzegehalt von 13 Prozent. Am 17. Dezember 1910 beschloss die Generalversammlung der Vereinsbrauerei Rixdorf, ihren Namen in Berliner Kindl Brauerei-Aktiengesellschaft zu ändern. Die frisch umbenannte Brauerei begann nun, rund 20 kleinere Brauereien aufzukaufen. Dieser Trend sollte sich später vor allem in den „Goldenen Zwanzigern“ ausprägen.

### Der Erste Weltkrieg und seine Folgen
Im Ersten Weltkrieg verschlechterte sich die Situation des Betriebs. Die Kontingentierung des Malzverbrauchs und der Mangel an Arbeitskräften, Roh- und Brennstoffen führten zu Einschränkungen in der Produktion.
Durch den Verkauf zweier Brauereien konnte 1920 eine betriebswirtschaftliche Stabilisierung erreicht werden. Die Abteilung II in Potsdam nahm erneut ihren Betrieb auf und ermöglichte eine Jahresproduktion von 1,1 Millionen Hektolitern Berliner Kindl. Von da an ging es wieder aufwärts. Trotz oder gerade wegen der Weltwirtschaftskrise schrieb die Brauerei schwarze Zahlen und konnte ihren Betrieb erweitern. Dieser anscheinende Widerspruch lässt sich mit dem erhöhten Alkoholkonsum Arbeitsloser begründen.
In der Zeit des Nationalsozialismus vergab das Amt für Schönheit der Arbeit an den Betrieb das Siegel Nationalsozialistischer Musterbetrieb. Spätere Absatzschwierigkeiten wurden mit einem arbeitsfreien Mittwoch ausgeglichen.

### Zerstörung während des Zweiten Weltkriegs
Der Zweite Weltkrieg traf die Brauerei noch härter. Die Hälfte des Fuhrparks und viele Mitarbeiter wurden zum Kriegsdienst eingezogen. Allerdings konnten die Berliner Verkehrsbetriebe aushelfen und mit Straßenbahnen die Auslieferung des Bieres übernehmen. Als Folge der Rationierungen musste 1941 der Stammwürzegehalt auf acht Prozent gesenkt werden.
Im Juni 1944 wurden die in der Nähe des Flughafens Tempelhof gelegenen Brauereigebäude bei Luftangriffen der Alliierten stark beschädigt. Kriegsgefangene wurden zur Beseitigung der Trümmer und zum Abtransport des Bieres eingesetzt. So konnte schon im Juli der Betrieb wieder aufgenommen werden.

### Nachkriegszeit

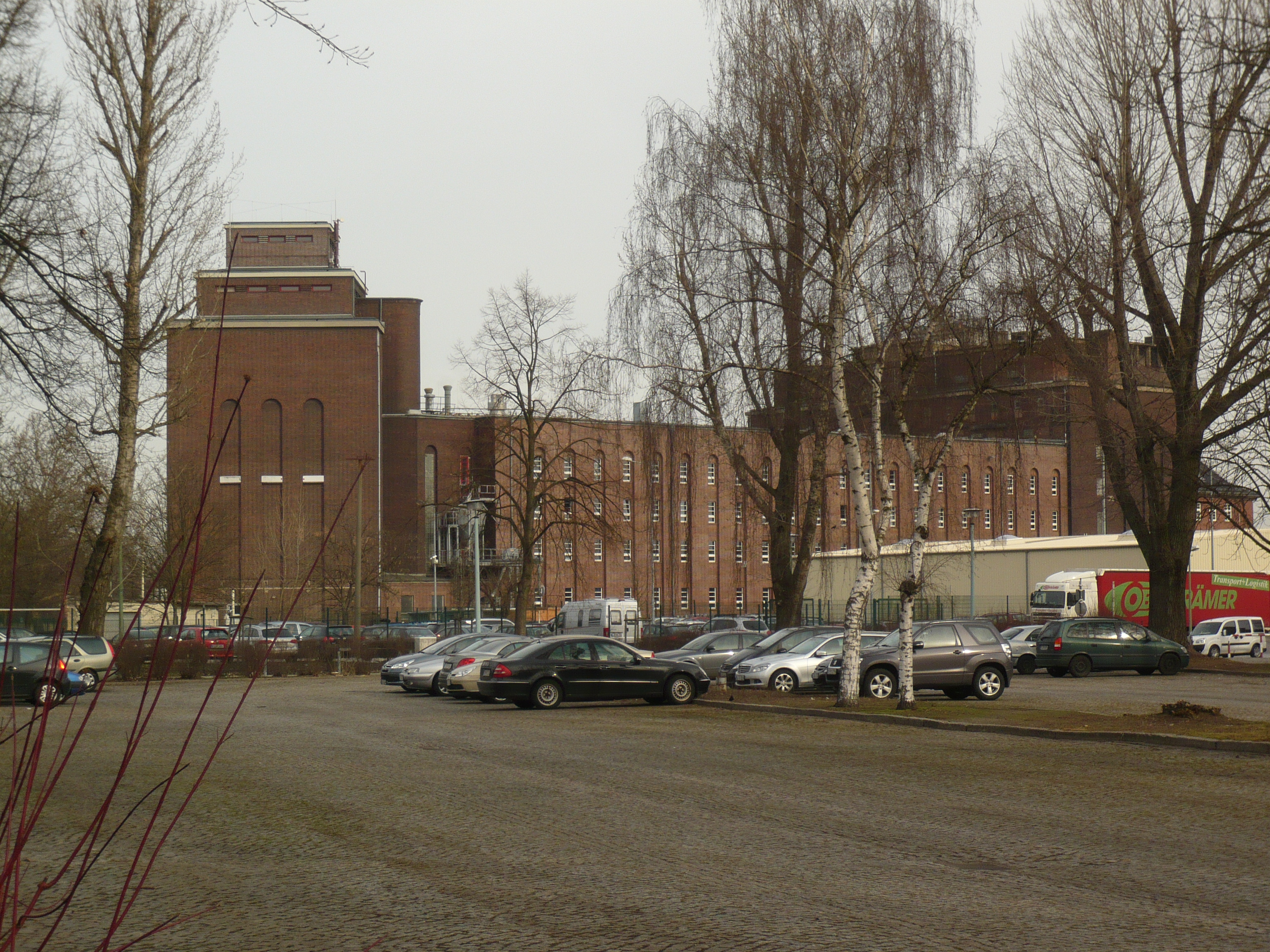
Werkteil in Alt-Hohenschönhausen

Auch die Nachkriegsjahre verliefen für die Kindl-Brauerei unerfreulich. Da Deutschland Reparationszahlungen an die Sowjetunion leisten musste, wurden große Teile der Brauwerke abgebaut. In Moskau entstand daraus eine völlig neue Brauerei.
Nur durch Tauschgeschäfte konnten die Berliner Anlagen wieder notdürftig komplettiert werden und schließlich 1947 ihren Betrieb wieder aufnehmen: die ersten zwei Hektoliter am Tage der Wiedereröffnung stammten allerdings von der Berliner-Bürgerbräu-Brauerei.
Vor dem Zweiten Weltkrieg gehörten auch Brauanlagen im damaligen Bezirk Weißensee zum Konzern. Aufgrund der Teilung Berlins fielen diese Einrichtungen und die Werke in Potsdam an die DDR. So wurde die Abteilung I in Neukölln wieder vollständig aufgebaut und modernisiert.
Der Betrieb nahm 1955 Kredite bei deutschen Banken auf und erhielt amerikanische Aufbauhilfe. Dies und der Aufkauf der Schöneberger Schlossbrauerei im vorangegangenen Jahr sorgten für einen weiteren Aufschwung des Unternehmens; schließlich konnte 1972 – pünktlich zum 100. Jubiläum – die ehemalige Rekordmarke von einer Million Hektoliter Kindl-Bier wieder erreicht werden.
Bereits in den 1950er Jahren war Berliner Kindl im Mehrheitsbesitz der Oetker-Gruppe, 1988 verlagerte sie diese Anteile in ihre Brauereitochter Binding-Gruppe.
Schließlich wurde nach der Wiedervereinigung Berlins die Potsdamer Braustätte (alte Abteilung II) wieder integriert und der Betriebsteil der ehemaligen Kindl-Brauerei Weißensee (gehört seit 2001 zum Ortsteil Alt-Hohenschönhausen) gelangte auf dem Umweg über die Brau & Brunnen 2004 als Eigentum an den Konzern.

### 21. Jahrhundert

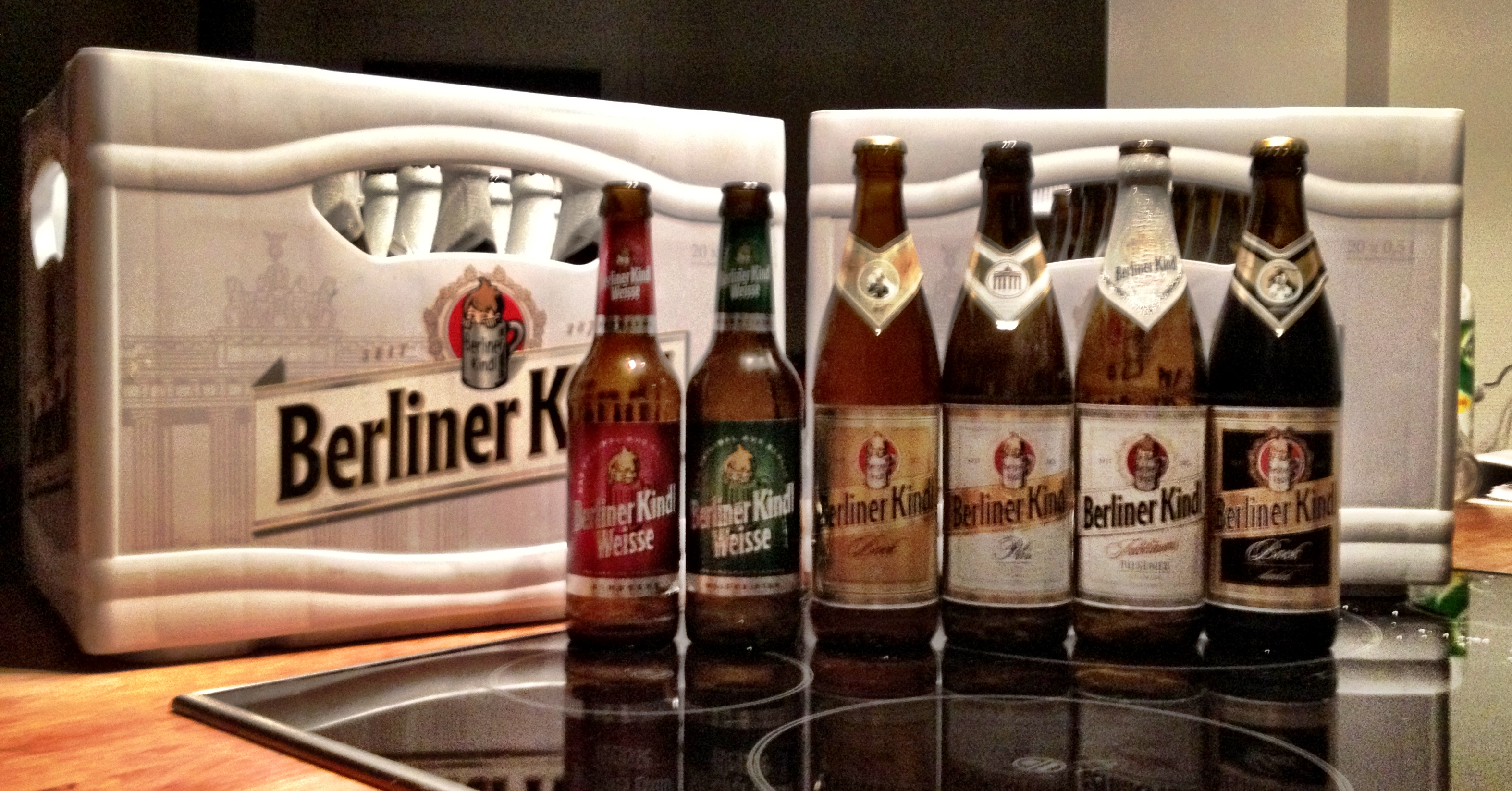
Berliner-Kindl-Bier

Die Potsdamer Brauerei wurde am 31. Dezember 2002 wieder geschlossen. Weiterhin beschloss die Konzernmutter Oetker 2005, die Abteilung I in Neukölln zu schließen und in die bereits bestehende Brauereifabrik in Alt-Hohenschönhausen (Indira-Gandhi-Straße) zu verlegen. Parallel wurde ein Ausschluss von Minderheitsaktionären herbeigeführt. Damit endete die Börsennotierung des Unternehmens.
Auf dem inzwischen an die Heag Dr. Henke Projektentwicklungsgesellschaft verkauften Gelände der Werbellinstraße 50 in Neukölln war ein großes Einkaufszentrum geplant, in dem auch kulturelle Veranstaltungen durchgeführt werden sollten. So fand im ehemaligen Bierlager im Juni 2007 eine Theateraufführung des Wallenstein statt. Das ehemalige Sudhaus auf dem Gelände von 1926 bis 1930 steht teilweise unter Denkmalschutz und soll in jedem Fall erhalten bleiben. Seit Dezember 2009 wird dort von der Privatbrauerei Rollberg wieder gebraut und der Verein Berliner Unterwelten bietet Führungen durch die Lagerkeller an.
Seit März 2025 verzichtet die Brauerei auf die weiße Aluminiumüberkopffolierung, die lange Zeit Erkennungsmerkmal beim Jubi war.

## Sponsoring
Berliner Kindl war ab 2008 Werbepartner der ersten Handballbundesliga-Mannschaft Füchse Berlin und ist seit 2018 Werbepartner des Fußballbundesligisten Hertha BSC.

## Erzeugnisse

Von links:
Glas Jubiläums Pilsener Premium,
0,33-l-Flasche Pils,
0,33-l-Flasche Jubiläums Pilsener,
0,5-l-Flasche Jubiläums Pilsener (2007)

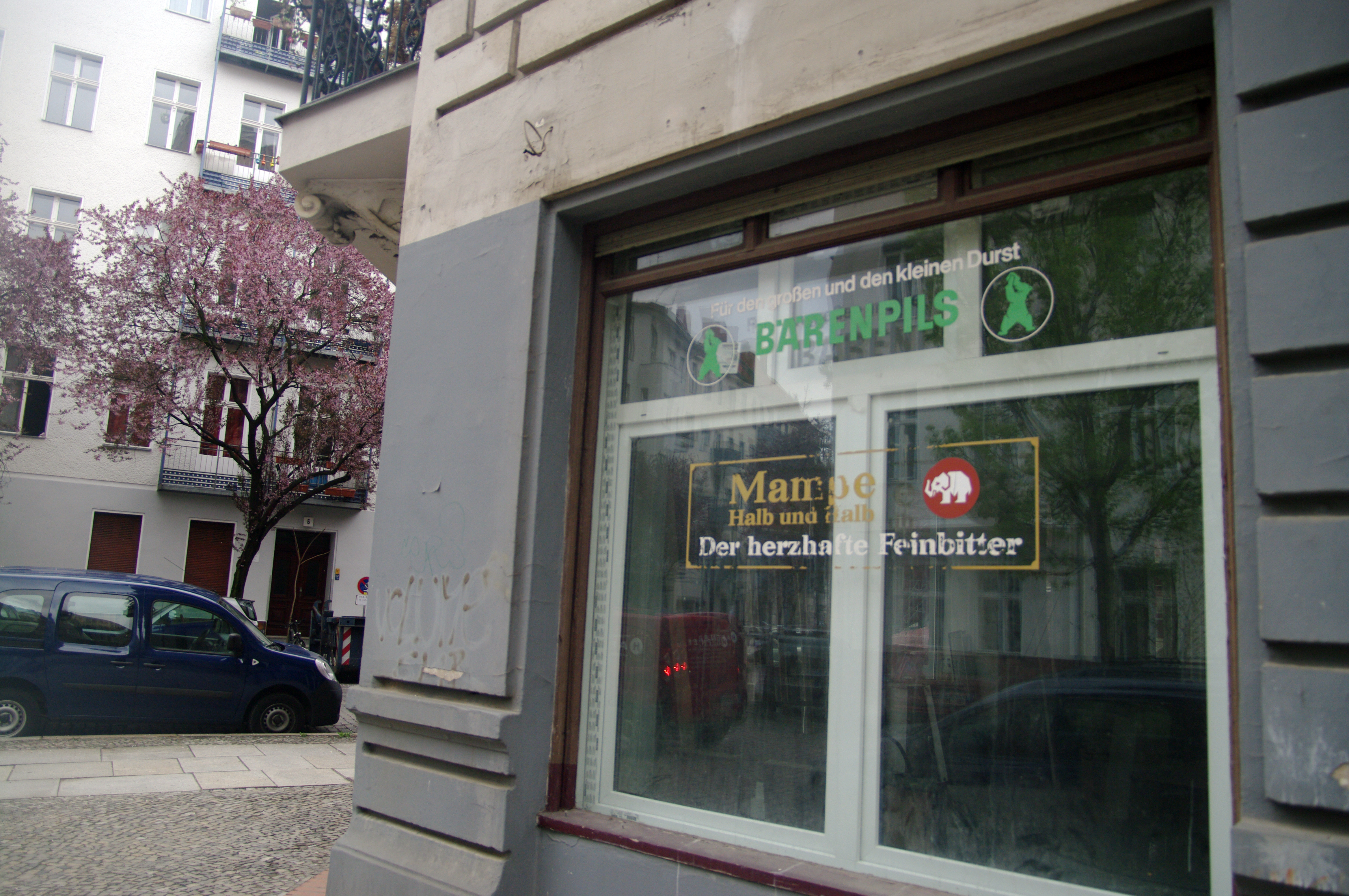
Werbung für Marke „Bärenpils“ in Berlin-Schöneberg

Das helle untergärige Vollbier Berliner Kindl Jubiläums Pilsener wird vom Marketing als bestes Erzeugnis der Kindl-Reihe beworben. Laut Hersteller besitzt das Jubi genannte Bier ein „extra feines Hopfenaroma“. Die zum Stadtjubiläum 1987 eingeführte Sorte hat mehrmals die höchste Auszeichnung in Gold der Deutschen Landwirtschafts-Gesellschaft gewonnen.
Das obergärige Schankbier Berliner Kindl Weisse mit einem Alkoholgehalt von 3 % Vol. wird mit Gersten- und Weizenmalz gebraut und nur mit Milchsäurebakterien versetzt, sodass es sich nicht mehr um eine traditionelle Berliner Weisse handelt. Fertig mit Sirup gemischte Varianten sind aktuell Berliner Kindl Weisse mit Schuss Himbeere, Berliner Kindl Weisse mit Schuss Waldmeister und Berliner Kindl Weisse mit Schuss Kirsche. Eine inzwischen nicht mehr hergestellte Sorte war Berliner Kindl Weisse mit Schuss Rhabarber.
Zudem gibt es die Bockbiere Berliner Kindl Bock Dunkel und Berliner Kindl Bock Hell sowie das Radler Berliner Kindl Radler naturtrüb. Märkischer Landmann Schwarzbier und Potsdamer Rex Pils heben sich zwar optisch von der Kindl-Reihe ab, sind allerdings derselben Brauerei zuzurechnen. Seit Anfang 2016 wird das Berliner Kindl Zwickel Naturtrüb hergestellt.
Die Biere Berliner Kindl Pils, Bärenpils, Berliner Kindl Habels Maibock und Berliner Kindl Johanniter wurden inzwischen eingestellt.
Kindl bietet auch die Rixdorfer Fassbrause an.